# Colombiers (Orne)
Colombiers è un comune francese di 348 abitanti situato nel dipartimento dell'Orne nella regione della Normandia.

## Società

### Evoluzione demografica
Abitanti censiti